# The Niro (album)
The Niro è un album discografico del cantante italiano The Niro, pubblicato nel 2008 dalla Universal Music Italia.

## Il disco
È l'album di esordio (preceduto solo dalla pubblicazione di un EP) del cantautore romano The Niro (nome d'arte di Davide Combusti); tutti i brani dell'album sono cantati in lingua inglese e sono composti dallo stesso The Niro.
1. You Think You Are - 2:56
2. Liar - 3:25
3. About Love and Indifference - 4:03
4. So Different - 3:57
5. Cruel - 3:14
6. Mistake - 2:50
7. An Ordinary Man - 3:44
8. Josée - 2:24
9. Just For a Bit - 4:17
10. Baisers Volés - 3:14
11. Marriage - 3:10
12. Hollywood - 3:22
13. I Wonder - 3:17

## Musicisti
- The Niro - voce, chitarra acustica, chitarra elettrica, basso, batteria, percussioni, tastiera, armonica e banjo
- Roberto Procaccini - pianoforte, tastiera, programmazione
- Paolo Patrizi - batteria
- Maurizio Mariani - basso
- Puccio Panettieri - batteria nei brani 2 e 9
- Fernando Pantini - assolo di chitarra nel brano 1 e chitarra aggiuntiva nei brani 3 e 10
- Santi Pulvirenti - bouzuki nel brano 11
- Andrea Di Pierro - percussioni aggiuntive nei brani 7 e 11
- Sergio Vitale - tromba nel brano 3